# 宇宙少年ソラン
『宇宙少年ソラン』（うちゅうしょうねんソラン）は、1965年（昭和40年）5月4日から1967年3月28日までTBS系列局で放送されていたSFアニメである。TBS（東京放送）と日本テレビジョン映画部（TCJ、現・エイケン）の共同製作。本放送時には森永製菓の一社提供で放送。全96話。放送時間は毎週火曜 19:00 - 19:30 （日本標準時）。
主要キャラクターであるチャッピーの設定などについて、手塚治虫が虫プロダクションで製作するつもりであったテレビアニメの企画『ナンバー7』に登場するキャラクターに類似性を主張して、情報漏洩・産業スパイ・盗作ではないかと言われた作品である（注：少年がリスを相棒とした冒険をする漫画は太平洋戦争前の作品「正チャンの冒険」にも先行例がある）。また、本作のコミカライズ作品の連載が、『ナンバー7』の後企画である『W3』連載中の『週刊少年マガジン』（講談社）に於いて開始されたため、手塚が『ワンダースリー』の連載を週刊少年マガジンから『週刊少年サンデー』（小学館）に切り替えたW3事件と後に呼ばれる騒動を招いた。

## ストーリー
反陽子爆弾の開発者である立花博士は、悪用されることを恐れて妻子とともに地球を脱出したが航行中に事故に遭遇した。せめて子供だけでもと考えた立花博士は子供をカプセルに入れて宇宙空間に漂流させた。地球の15倍の重力を持つソラン星の住人により救助された少年は「ソラン」と名付けられ、サイボーグ化されて、生き別れの姉を探しながら、その驚異のパワーで悪と闘う。
宇宙リスのチャッピーを相棒にして地球に帰還したソランは、考古学者古月（ふるづき）博士・ミカ親子の家で暮らしながら、次々に起こる難事件に立ち向かう。超能力を持つ新人類ミューの一団、宇宙の悪魔ゴロナ、超電子頭脳ガイバー、ギャラなどとは、長く困難な戦いを続けた。

## キャスト
- 立花ソラン - 朝井ゆかり
- チャッピー - 菅谷政子
- 古月ミカ - 松尾佳子
- 古月博士 - 桑山正一
- 立花博士 - 納谷悟朗
- ワイラー - 小林昭二
- さくら - 前田敏子
- グリーン、オーロラ隊隊長カツラギ - 緒方敏也
- 欲皮 - 峰恵研
- ナレーター - 作間伊佐夫
- 阪脩
- ゴロナ - 若山源蔵
- スメール大統領 - 森山周一郎

## スタッフ
- 原作 - 福本和也、宮腰義勝
- 音楽 - いずみたく
- 効果 - TBS音響効果団
- 脚本 - 福本和也、豊田有恒、辻真先、光瀬龍、松本守正、小隅黎、野々あきら、藤村正太、加納一朗 他
- 演出 - 河内功、瀬古常時、鳥居宥之、小野辰雄、高垣幸蔵 他
- 作画 - 菰岡静子、芦田豊雄、矢沢則夫、海老沢幸男 他

## 主題歌
オープニング「宇宙少年ソラン」
作詞 - 安井かずみ、いずみたく / 作曲 - いずみたく / 歌 - 上高田少年合唱団
東映ビデオから発売&レンタルされた『エイケンTVアニメ主題歌大全集』（VHSビデオ・LD・DVD）には、オープニングとエンドカードが収録されているが、双方とも最後は地球を中心にした宇宙空間がノンクレジットで映されている。また、これ以前に発売&レンタルされていた『TVアニメ主題歌大全集・エイケン編』（VHSビデオ）や、『エイケンTVアニメ主題歌大全集』のLD版・DVD版に収録されているボーナストラックには、後に文明堂の一社提供で再放送された際のエンディングフィルム（先述の宇宙空間に焼付けクレジット）が収録されている。
エンディング「いざ行けソラン」
作詞・作曲 - いずみたく / 歌 - 吉田亜矢、みすず児童合唱団
このエンディングは、先述の主題歌集ビデオ2種には未収録（後述の差し替え版は除く）だったが、2015年2月4日に日本コロムビアから発売されたCD・DVDパック製品「エイケンクラシカル」に初めて収録された。

## 各話リスト
| 話数 | サブタイトル         |
| ---- | -------------------- |
| 1    | 秘密のペンダント     |
| 2    | 航空路SOS            |
| 3    | ピラミッドの怪       |
| 4    | ワンダラーA          |
| 5    | ネロの魔球           |
| 6    | 宇宙船応答せよ       |
| 7    | もう一人の宇宙人     |
| 8    | 恐竜の涙             |
| 9    | ドクター・ナット     |
| 10   | 怪盗スパン           |
| 11   | アマンドの星         |
| 12   | さすらいの宇宙人     |
| 13   | 大潮流               |
| 14   | 父の形見             |
| 15   | 地底旅行             |
| 16   | ルナシティの遺産     |
| 17   | 怪物質プサイラ       |
| 18   | 妖星サタン           |
| 19   | 孤島の対決           |
| 20   | 宇宙からの挑戦       |
| 21   | ベータ星から来た少女 |
| 22   | 3.2.1.ゼロ           |
| 23   | 宇宙船の墓場         |
| 24   | サイボーグ博士       |
| 25   | 最後の決闘           |
| 26   | 新人類ミュー         |
| 27   | 秘境の少女           |
| 28   | 洞窟の魔王           |
| 29   | 陽電子入門           |
| 30   | ミューの掟           |
| 31   | 恐怖のサボテン       |
| 32   | アルタ島の決闘       |
| 33   | 無人船の住人         |
| 34   | 王女の棺             |
| 35   | 秘境ミナス           |
| 36   | ソラン星からの贈物   |
| 37   | ガイバー？           |
| 38   | 宇宙ミラーの謎       |
| 39   | チャッピー何処へ行く |
| 40   | アンドロイドの復活   |
| 41   | 黒い細胞             |
| 42   | 盗まれたエンゼル号   |
| 43   | サンダーマシン       |
| 44   | ガムチの面           |
| 45   | 原子銃CS・38         |
| 46   | J1号の秘密           |
| 47   | J2号の秘密           |
| 48   | J3号の秘密           |
| 49   | 奇跡のテルナ         |
| 50   | 平和の誓い           |
| 51   | 珍獣グラバア         |
| 52   | イカダに乗った少年   |
| 53   | 魔の海サルガッソー   |
| 54   | 姿なき恐怖           |
| 55   | ギャラ対アンドロイド |
| 56   | ぼくらオーロラ隊     |
| 57   | 吸血鬼ドラバット     |
| 58   | ガイバーを倒せ       |
| 59   | オーロラ隊出動       |
| 60   | 電犬ウル             |
| 61   | 宇宙サーカス         |
| 62   | ガイバーの最期       |
| 63   | 影の侵略者           |
| 64   | 魔人の山             |
| 65   | ゴロナ再び襲う       |
| 66   | 人魚の涙             |
| 67   | どくろの炎           |
| 68   | 幽霊空母浮上せり     |
| 69   | ちびっこクーデーター |
| 70   | 物質電送機           |
| 71   | ゴロナとミュー       |
| 72   | ライオン王国         |
| 73   | 呪いの宝石           |
| 74   | ソラン殿下           |
| 75   | ラーガのひとみ       |
| 76   | 怪獣ユーロペ         |
| 77   | ソラン故郷へ帰る     |
| 78   | モンスター           |
| 79   | ソランの復活         |
| 80   | 青い地球             |
| 81   | 空を飛ぶ家           |
| 82   | 遠い国の兄妹         |
| 83   | サイボーグ事件       |
| 84   | 昆虫人間             |
| 85   | 地底の花             |
| 86   | 怪物ロックマン       |
| 87   | 星が呼んでいる       |
| 88   | ライン星の使者       |
| 89   | 人工怪獣トゲラ       |
| 90   | ハリー星を探せ       |
| 91   | 死神の招待           |
| 92   | 怪獣チャッピー       |
| 93   | さようならシーラ     |
| 94   | 二ツ星の仲間         |
| 95   | なぞの金星へ         |
| 96   | ソランよ永遠に       |

## 放送局
特記以外TBS系列局
参照：『昭和ちびっこ広告手帳 : 東京オリンピックからアポロまで』青幻舎、2009年4月20日、14頁。ISBN 9784861521812。
- 火曜 19:00 - 19:30
  - 東京放送
  - 朝日放送（放送当時はTBS系列）
    - 本放送終了後の1969年には、当時NETテレビ（現：テレビ朝日）系列局だった毎日放送が再放送を実施した（出典：産経新聞・近畿版、1969年10月6日、ホームニュース・テレビ欄。この時は平日の17:15 - 17:45に放送）

  - 中部日本放送
  - RKB毎日放送
  - 北海道放送
  - 青森放送（日本テレビ系列）
  - 岩手放送
  - 東北放送
  - 信越放送
  - 山梨放送（日本テレビ系列）
  - 静岡放送
  - 新潟放送
  - 北陸放送
  - 福井放送（日本テレビ系列）
  - 日本海テレビ（当時は放送免許地域は鳥取県のみ。日本テレビ系列）
  - 山陰放送（当時の放送免許地域は島根県のみ）
  - 山陽放送
  - 中国放送
  - 山口放送（日本テレビ系列）
  - 四国放送（日本テレビ系列）
  - 南海放送（日本テレビ系列）
  - 高知放送（日本テレビ系列）
  - 長崎放送
  - 大分放送
  - 宮崎放送
  - 南日本放送
  - 琉球放送
- 月曜 19:30 - 20:00
  - 北日本放送（日本テレビ系列）
  - 秋田放送（日本テレビ系列）
- 木曜 19:30 - 20:00
  - 熊本放送
- 金曜 18:15 - 18:45
  - 福島テレビ（放送当時は日本テレビ系列）

## 劇場版
1965年7月24日、東映系の『まんが大行進』内で「百万ドルのどくろ」を上映。OPはテレビ版をそのまま使用したが、EDは映像は変更しないものの、BGMは「宇宙少年ソラン」のインストルメンタルに差し替え、また制作クレジットロゴは東映動画（現：東映アニメーション）が使用した「手書きロゴ」に変更した。これらの映像は、先述の「エイケンTVアニメ主題歌大全集」（LD・DVD 共に第1巻）のボーナストラックに収録されている。
同時上映は『狼少年ケン・誇り高きゴリラ』・『少年忍者風のフジ丸・大猿退治』・『宇宙パトロールホッパ』・『スーパージェッター』・『噫（ああ）!吉展ちゃん』（ドキュメント映画）の5本。

## コミカライズ
『週刊少年マガジン』1965年20号から1966年45号、ならびに『別冊少年マガジン』1965年夏休み特大号に掲載。企画 - TBS、監修 - 福本和也、まんが（作画） - 宮腰義勝。

## 備考
- ソランはメロンが大好物である。
- 中盤からはソランの乗用メカが登場。名称を一般公募した結果、スポンサーの森永製菓に因んで「エンゼル号」と名付けられた。

## 前後番組
| TBS系列 火曜19:00枠 （本番組から森永製菓一社提供枠）    | TBS系列 火曜19:00枠 （本番組から森永製菓一社提供枠） | TBS系列 火曜19:00枠 （本番組から森永製菓一社提供枠） |
| 前番組                                                  | 番組名                                               | 次番組                                               |
| ------------------------------------------------------- | ---------------------------------------------------- | ---------------------------------------------------- |
| パパとボクとで一人前 （1964年10月27日 - 1965年4月27日） | 宇宙少年ソラン （1965年5月4日 - 1967年3月28日）      | 冒険ガボテン島 （1967年4月4日 - 1967年12月26日）     |